# Petar Kačić
Petar Kačić (Split, 16. listopada 1947. – Vukovar, 2. listopada 1991.), bio je hrvatski branitelj. Jedan je od najvećih junaka[nedostaje izvor] obrane Vukovara od velikosrpske agresije u Domovinskom ratu. 

## Životopis
Petar Kačić rođen je 16. listopada 1947. godine u Splitu. Rođen je kao prvi sin Ivanke (rođ. Jagnjić iz Brnaza kod Sinja) i Petra Kačića.
Bio je zapovjednik obrane Sajmišta, dijela Vukovara koji je bio najizloženiji učestalim žestokim pješačkim napadima udruženih srpskih paravojnih postrojba i JNA, obilno potpomognutih neprestanim granatiranjem. Poginuo je u borbama 2. listopada 1991. godine. Petar nije poginuo na mjestu, doktor Njavro ga je pokušao reanimirati – prisjeća se Irena Kačić. Do smrti je uništio 22 neprijateljska tenka. 
Njegov sin Igor najmlađa je žrtva pokolja na Ovčari. Od majke, Petrove supruge Irene, odvojio ga je Veselin Šljivančanin ispred vukovarske bolnice 19. studenoga 1991. godine odgovorivši na pitanje zašto dijete odvaja od majke s: “to će se sve proveriti”. Igor je imao 16 godina.

## Dužnosti
- 1991. - Zapovjednik obrane Sajmišta (dio Vukovara)

## Spomenik Otac i sin
Na mjestu budućeg Doma ratnika na Bogdanovačkoj cesti u Vukovaru, u organizaciji Udruge ratnika hrvatskog obrambenog rata, svečano je 18. studenoga 2012. godine otkriven spomenik Otac i sin koji je posvećen žrtvama Domovinskog rata, Igoru i Petru Kačiću kao i svim žrtvama Domovinskog rata. Autor trometarskoga mramornoga spomenika je Mario Matković, kipar iz Bogdanovaca.